# Fria Ord (SNF)
Fria Ord var en tidskrift som utgavs av Sveriges Nationella Förbund mellan 1951 och 1989. Tidskriften ersatte Dagsposten som SNF:s officiella pressorgan. Bland skribenterna märks bland andra Christopher Jolin, Sven Lundehäll och Tommy Hansson.

## Chefredaktörer
- 1951-1958: Teodor Telander
- 1958-1971: Rütger Essén
- 1971-1989: Clas af Ugglas